# Simmias (Sohn des Andromenes)
Simmias (altgriechisch Σιμμίας Simmías; † 330 v. Chr.) war ein Offizier Alexanders des Großen im 4. vorchristlichen Jahrhundert. Er war der zweite von vier Söhnen des Andromenes; seine Brüder waren Amyntas, Attalos und Polemon.
Während des Asienfeldzuges führte der älteste der Brüder, Amyntas, eine Taxis der pezhetairoi der makedonischen Phalanx. Weil Amyntas 332 v. Chr. von Gaza aus in die makedonische Heimat zur Anwerbung neuer Rekruten abkommandiert wurde, übernahm Simmias laut Arrian einstweilen das Kommando über die Taxis seines Bruders, die er in der Schlacht bei Gaugamela 331 v. Chr. auch anführte. Nach Diodor und Curtius Rufus aber hatte der Offizier Philippos, Sohn des Balakros, der bereits am Granikos (334 v. Chr.) eine Taxis angeführt hatte, das Kommando über das Amyntas-Bataillon innegehabt. In der Geschichtsforschung besteht daher die Annahme, dass Simmias wohl aufgrund eines zu jungen Alters und Unerfahrenheit allenfalls nur eine untergeordnete Rolle im Bataillon seines Bruders eingenommen hatte und dass die Führung dieser Einheit in der so bedeutenden Schlacht bei Gaugamela dem wesentlich erfahreneren Philippos anvertraut wurde.
Amyntas kehrte erst im Spätjahr 331 v. Chr. mit Verstärkung zum Heer Alexanders zurück und übernahm wieder sein Kommando. Nachdem er im Jahr darauf verstorben war, übernahm der dritte Bruder Attalos das Kommando, ohne dass Simmias dabei noch einmal Erwähnung fand, entweder weil er selbst auch schon verstorben oder aber für führungsunfähig erachtet worden war.